# Diego Márquez Horrillo
Diego Márquez Horrillo
(Peñarroya-Pueblonuevo, 16 de octubre de 1928-Madrid, 27 de marzo de 2014) fue un abogado y político español. Militante de varias formaciones de ultraderecha, llegó a ser dirigente de los Círculos Doctrinales José Antonio y luego de Falange Española de las JONS.

## Biografía
Nacido en Peñarroya-Pueblonuevo en 1928, en sus primeros años militó en el Frente de Juventudes. 
Miembro fundador de los Círculos Doctrinales José Antonio (CJA), en junio de 1964 asumió su presidencia en sustitución del «camisa vieja» Luis González Vicén. Falangista radical, durante el tardofranquismo mantuvo una postura opuesta a la línea oficial del régimen. Los CJA concurrieron a las elecciones de 1977 dentro de la coalición Alianza Nacional «18 de Julio», aunque sin éxito. En 1979 los Círculos Doctrinales se integraron en FE de las JONS y Diego Márquez se convirtió en subjefe nacional de Falange, concurriendo a las elecciones generales de marzo de 1979 dentro de la coalición «Unión Nacional». En julio de 1983, tras la dimisión de Raimundo Fernández-Cuesta meses antes, la Asamblea General de Falange eligió a Diego Márquez como jefe nacional. Carente de carisma, experiencia y prestigio políticos, durante su mandato se sucedieron numerosas guerras internas en el seno del partido. Fue sucedido como jefe nacional por Norberto Pico el 26 de junio de 2011.
Falleció el 27 de marzo de 2014.

## Publicaciones
- —— (1977). Círculos José Antonio, Bilbao: Albia.